# Las Arenas, Chiapas
Las Arenas är en ort i Mexiko.   Den ligger i kommunen Arriaga och delstaten Chiapas, i den sydöstra delen av landet, 700 km sydost om huvudstaden Mexico City. Las Arenas ligger 34 meter över havet och antalet invånare är 257.
Terrängen runt Las Arenas är platt åt sydost, men åt nordväst är den kuperad. Runt Las Arenas är det ganska glesbefolkat, med 48 invånare per kvadratkilometer. Närmaste större samhälle är Arriaga, 11,1 km öster om Las Arenas. Trakten runt Las Arenas består till största delen av jordbruksmark.